# بخش سومور
بخش سومور (به فرانسوی: Arrondissement de Saumur) یک بخش در فرانسه است که در من-ا-لوآر واقع شده‌است.